# Aeroportul Einasleigh
Aeroportul Einasleigh (IATA: EIH, ICAO: YEIN) este un aeroport din Queensland, Australia.
Situat la o altitudine de 453 m, aeroportul dispune de o singură pistă.